# Athens (village, New York)
Pour les articles homonymes, voir Athens.
Ne doit pas être confondu avec Athens (New York).
Athens est un village situé dans le comté de Greene, dans l'État de New York, aux États-Unis,. Le village est le siège du comté de Greene.
En 2010, il comptait une population de 1 668 habitants, estimée au 1er juillet 2019 à 1 598 habitants.

## Démographie
Lors du recensement de 2010, le village comptait une population de 1 668 habitants. Elle est estimée, en 2019, à 1 598 habitants.